# Sea Shadow (IX-529)
El Sea Shadow (IX-529) fue un barco furtivo experimental construido por los contratistas de la Lockheed para la Armada de los Estados Unidos.

## Desarrollo
El Sea Shadow fue construido en 1985 y utilizado en secreto hasta su primera aparición pública en 1993, para examinar las aplicaciones de la tecnología furtiva en la construcción naval. Adicionalmente, el buque servía para demostrar la posibilidad de ser usado por una tripulación reducida gracias a un alto grado de automatización. Fue creado por la "Agencia de Investigación de Proyectos Avanzados de Defensa" (Acrónimo en inglés: DARPA), la Armada de los Estados Unidos y Lockheed. El Sea Shadow fue desarrollado en las instalaciones de Lockheed en Redwood City, California, dentro de Hughes Mining Barge, que funcionó como dique seco flotante durante la construcción y pruebas. En ocasiones, se han referido a este buque incorrectamente como "USS Sea Shadow," pero el buque nunca llegó a ser asignado por la Armada de los Estados Unidos.

## Generalidades
El Sea Shadow tiene un diseño de casco denominado “Acuaplano de Doble Casco y Área Pequeña” (SWATH en inglés).  Bajo el agua, se encuentran sumergidos dos cascos gemelos, cada uno con un propulsor, estabilizador de popa y estabilizador interno canard. El diseño SWATH ayuda al buque a permanecer estable hasta con el mar en estado  6 (olas de 5,5). Su superestructura, ha sido comparada en ocasiones con las casamatas del ironclad CSS Virginia de la Guerra de secesión.
Los buques oceanográficos de las clases T-AGOS 19 y T-AGOS  23 han heredado su método de ayuda de estabilizadores y carnard, que les permiten una gran estabilidad.
El Sea Shadow tiene solo 12 literas a bordo, un pequeño horno microondas, una nevera y una mesa. No se pensó para ser capaz de realizar una misión y nunca fue asignado, aunque si apareció en las listas del registro naval de buques.
El Sea Shadow fue revelado al público en 1993, y fue asignado a la base naval de San Diego hasta septiembre de 2006, cuando fue asignado junto al HMB-a la Flota de reserva de Benicia, California.  El buque estuvo disponible para donación como buque-museo.
El Sea Shadow es la base para el buque stealth de la película de James Bond El mañana nunca muere (Tomorrow Never Dies), aunque este buque en particular era el Seacat, un ferry catamarán del canal.
Desde 2006 la Armada de los Estados Unidos intentó vender el Sea Shadow al mayor postor, pero hasta febrero de 2006, no se produjeron pujas.
No produciéndose ninguna oferta viable por el Sea Shadow a fecha de 18 de junio de 2011, la Armada decidió asignarlo para "desmantelamiento y reciclaje".
Desde junio de 2011 el Sea Shadow permaneció en espera de su destino en la bahía Suisun. Desde abril de 2012 el Sea Shadow estuvo listado para desmantelamiento y ofrecido en subasta en gsaauctions.gov. El Gobierno de Estados Unidos exigía que el comprador no podía hacer zarpar al buque y debía desmantelarlo. Finalmente el buque fue vendido en el año 2012. El Sea Shadow fue totalmente desguazado en el año 2012 por la empresa Bay Ship.